# Federación Panameña de Fútbol
La Federación Panameña de Fútbol (FEPAFUT) es el órgano rector del fútbol en el Panamá. Entró a formar parte de la FIFA el 29 de agosto de 1937 durante el período del José Antonio Molino, primer presidente del organismo rector del fútbol nacional. Es la encargada de administrar a la Selección de fútbol de Panamá en todas sus divisiones

## Historia y origen
La idea de una liga y una federación nacional, se origina entre la comunidad afroantillana hacia 1918, luego de una serie de partidos entre los equipos Standard Oval y American Cable, mientras que por otro lado profesionales europeos, especialmente de nacionalidad Alemana, religiosos y profesionales de origen sudamericano y centroamericano buscaron sentar las bases de un torneo local, pero en 1921, los antillanos fundan la Isthmian Football League, en el que funcionaron por tres temporadas, hasta que en 1925, gracias a la idea de entusiastas como Richard Newmann, el sacerdote salesiano de origen hondureño José De La Cruz Turcios y Barahona, y el Coronel Gabriel Barrios, de origen guatemalteco, se funda lo que se conoció como la Liga Nacional de Football, siendo Barrios, por sus notables esfuerzos, su primer presidente y a quien se le ha adoptado como el Padre del Fútbol Panameño.
Aquella liga se jugó con seis equipos que fueron “El Cable”, “Cecilia”, “Hottspurs”, “Coronel Bolognesi”, “El Panamá” y “Panama Hardware”, que fue el primer equipo campeón, mientras que en 1926, se estableció la Liga Menor, del que parte fundamental la hicieron los sacerdotes salesianos centrados en el Oratorio Festivo.
Colón, fundó gracias a la idea de Don Justiniano Cárdenas, en 1933, la Liga Atlántica de Football, en el que ante la polarización de este deporte en la Ciudad de Panamá, los colonenses buscaban su espacio y la idea de un campeonato nacional interprovincial, en 1934, con el juego entre los equipos Roxy de la capital y el Colón Rangers, primer campeón de esa región, en disputa de la Copa Teatro Strand, y que luego quedó “desierta”, sentó las bases para que en 1937 ambas ligas que quedaron antagonizadas en principio, pudieran reunirse.
De aquel encuentro entre caballeros, y la unión de ambas ligas, se daría el paso más importante para el fútbol nacional, al fundarse en el Club Miramar de Bella Vista, en lo que actualmente son los terrenos del Hotel Miramar Intercontinental, la Federación Nacional de Football Association de Panamá, lo que actualmente es la Federación Panameña de Fútbol (FEPAFUT), un 29 de agosto de 1937.
Siendo su primer presidente federativo, Don José Antonio Molino, se alcanzó a concretar la afiliación de Panamá al seno de la Fédération Internationale de Football Association (FIFA), en el Congreso de París, Francia, en 1938, pero ya Panamá se adentró antes en la competición oficial como seleccionado nacional, en el marco de los IV Juegos Centroamericanos y del Caribe celebrados en calidad de anfitriones.

## Logo Oficial
El nuevo logo tiene como figura principal al águila harpía y cuenta con una cresta de cuatro puntas que representa la cuarta generación. En los laterales, la ave nacional tiene 10 alas, las cuales representan las 10 provincias del istmo.
En el centro se encuentra la bandera de Panamá, la cual está inspirada en el primer escudo de 1977.
El nombre de la Fepafut ya no figurará en el nuevo escudo y en cambio el nuevo titular es el nombre de Panamá.
Este logo ha sido estrenado por la Selección Nacional en la Copa América 2024.

## Junta Directiva

### Junta directiva 2022-2026
- Presidente: Manuel Arias
- Primer Vicepresidente Fernando Arce
- Segundo Vicepresidente: Pedro Gordón
- Secretario General: Miguel Zúñiga
- Tesorero: Darinel Espino
- Sub-Tesorero: Luis Clement
- Fiscal: Daniel Shamah
- Vocales: Carlos González, Marie Schossow, Juan Carlos Barreiro

Junta Directiva de FEPAFUT

## Otros cargos
- Gerente de Selecciones: Christian Núñez

## Presidentes
| Presidente             | Periodo     |
| ---------------------- | ----------- |
| José Antonio Molino    | 1937 - 1938 |
| José Dominador Bazán   | 1939 - 1943 |
| Datos desconocidos     | 1943 - 1947 |
| José Dominador Bazán   | 1947 - 1948 |
| Datos desconocidos     | 1948 - 1976 |
| Carlos Alberto Vásquez | 1976 - 1979 |
| Carlos Alberto Vásquez | 1979 - 1983 |
| Everardo Bertoli       | 1983 - 1985 |
| Fernando Samaniego     | 1985 - 1987 |
| Fernando Samaniego     | 1987 - 1988 |
| Ángel Valero           | 1988        |
| Fernando Samaniego     | 1989 - 1990 |
| Fernando Samaniego     | 1990 - 1993 |
| Fernando Samaniego     | 1993 - 1995 |
| Rogelio Paredes        | 1995 - 1996 |
| Juan Manuel Urriola    | 1996 - 1997 |
| Marco Ameglio          | 1998 - 1999 |
| Ariel Alvarado         | 2000 - 2003 |
| Ariel Alvarado         | 2003 - 2006 |
| Ariel Alvarado         | 2006 - 2010 |
| Pedro Chaluja          | 2010 - 2014 |
| Pedro Chaluja          | 2014 - 2019 |
| Manuel Arias           | 2019 - 2022 |
| Manuel Arias           | 2022 - 2026 |

## Divisionales
Los campeonatos oficiales de fútbol en Panamá que actualmente se disputan bajo la dirección de la Federación Panameña de Fútbol y la Liga Panameña de Fútbol, listados en orden de importancia descendente son los siguientes, desde el 2021:
| Categoría | Categoría | Divisiones                                                                                               | Divisiones                                                                                               | Divisiones                                                                                               | Divisiones                                                                                               | Divisiones                                                                                               | Divisiones                                                                                               | Divisiones                                                                                               | Divisiones                                                                                               | Divisiones                                                                                               | Divisiones                                     | Divisiones                                     | Divisiones                                     | Divisiones                                     | Divisiones                                     | Divisiones                                     | Divisiones                                     | Divisiones                                     | Divisiones                                     |
| --------- | --------- | --- | --- | --- | --- | --- | --- | --- | --- | --- | ---------------------------------------------- | ---------------------------------------------- | ---------------------------------------------- | ---------------------------------------------- | ---------------------------------------------- | ---------------------------------------------- | ---------------------------------------------- | ---------------------------------------------- | ---------------------------------------------- |
| 1.º       | 1.º       | Liga LPF 12 equipos en 2 conferencias                                                                    | Liga LPF 12 equipos en 2 conferencias                                                                    | Liga LPF 12 equipos en 2 conferencias                                                                    | Liga LPF 12 equipos en 2 conferencias                                                                    | Liga LPF 12 equipos en 2 conferencias                                                                    | Liga LPF 12 equipos en 2 conferencias                                                                    | Liga LPF 12 equipos en 2 conferencias                                                                    | Liga LPF 12 equipos en 2 conferencias                                                                    | Liga LPF 12 equipos en 2 conferencias                                                                    | Liga LPF 12 equipos en 2 conferencias          | Liga LPF 12 equipos en 2 conferencias          | Liga LPF 12 equipos en 2 conferencias          | Liga LPF 12 equipos en 2 conferencias          | Liga LPF 12 equipos en 2 conferencias          | Liga LPF 12 equipos en 2 conferencias          | Liga LPF 12 equipos en 2 conferencias          | Liga LPF 12 equipos en 2 conferencias          | Liga LPF 12 equipos en 2 conferencias          |
| 2.º       | 2.º       | Liga de Promoción 24 equipos en 2 conferencias                                                           | Liga de Promoción 24 equipos en 2 conferencias                                                           | Liga de Promoción 24 equipos en 2 conferencias                                                           | Liga de Promoción 24 equipos en 2 conferencias                                                           | Liga de Promoción 24 equipos en 2 conferencias                                                           | Liga de Promoción 24 equipos en 2 conferencias                                                           | Liga de Promoción 24 equipos en 2 conferencias                                                           | Liga de Promoción 24 equipos en 2 conferencias                                                           | Liga de Promoción 24 equipos en 2 conferencias                                                           | Liga de Promoción 24 equipos en 2 conferencias | Liga de Promoción 24 equipos en 2 conferencias | Liga de Promoción 24 equipos en 2 conferencias | Liga de Promoción 24 equipos en 2 conferencias | Liga de Promoción 24 equipos en 2 conferencias | Liga de Promoción 24 equipos en 2 conferencias | Liga de Promoción 24 equipos en 2 conferencias | Liga de Promoción 24 equipos en 2 conferencias | Liga de Promoción 24 equipos en 2 conferencias |
| 3.º       | 3.º       | Liga de Fútbol Nacional 20 equipos en 2 conferencias                                                     | Liga de Fútbol Nacional 20 equipos en 2 conferencias                                                     | Liga de Fútbol Nacional 20 equipos en 2 conferencias                                                     | Liga de Fútbol Nacional 20 equipos en 2 conferencias                                                     | Liga de Fútbol Nacional 20 equipos en 2 conferencias                                                     | Liga de Fútbol Nacional 20 equipos en 2 conferencias                                                     | Liga de Fútbol Nacional 20 equipos en 2 conferencias                                                     | Liga de Fútbol Nacional 20 equipos en 2 conferencias                                                     | Liga de Fútbol Nacional 20 equipos en 2 conferencias                                                     |                                                |                                                |                                                |                                                |                                                |                                                |                                                |                                                |                                                |
| 4.º       | 4.º       | Liga Provincial de Fútbol Nacional equipos campeones las 10 provincias, divididos en 4 zonas geográficas | Liga Provincial de Fútbol Nacional equipos campeones las 10 provincias, divididos en 4 zonas geográficas | Liga Provincial de Fútbol Nacional equipos campeones las 10 provincias, divididos en 4 zonas geográficas | Liga Provincial de Fútbol Nacional equipos campeones las 10 provincias, divididos en 4 zonas geográficas | Liga Provincial de Fútbol Nacional equipos campeones las 10 provincias, divididos en 4 zonas geográficas | Liga Provincial de Fútbol Nacional equipos campeones las 10 provincias, divididos en 4 zonas geográficas | Liga Provincial de Fútbol Nacional equipos campeones las 10 provincias, divididos en 4 zonas geográficas | Liga Provincial de Fútbol Nacional equipos campeones las 10 provincias, divididos en 4 zonas geográficas | Liga Provincial de Fútbol Nacional equipos campeones las 10 provincias, divididos en 4 zonas geográficas |                                                |                                                |                                                |                                                |                                                |                                                |                                                |                                                |                                                |
| 5.º       | 5.º       | Liga Distritorial de Fútbol de Panamá equipos de las 10 provincias + 4 ligas distritales especiales      | Liga Distritorial de Fútbol de Panamá equipos de las 10 provincias + 4 ligas distritales especiales      | Liga Distritorial de Fútbol de Panamá equipos de las 10 provincias + 4 ligas distritales especiales      | Liga Distritorial de Fútbol de Panamá equipos de las 10 provincias + 4 ligas distritales especiales      | Liga Distritorial de Fútbol de Panamá equipos de las 10 provincias + 4 ligas distritales especiales      | Liga Distritorial de Fútbol de Panamá equipos de las 10 provincias + 4 ligas distritales especiales      | Liga Distritorial de Fútbol de Panamá equipos de las 10 provincias + 4 ligas distritales especiales      | Liga Distritorial de Fútbol de Panamá equipos de las 10 provincias + 4 ligas distritales especiales      | Liga Distritorial de Fútbol de Panamá equipos de las 10 provincias + 4 ligas distritales especiales      |                                                |                                                |                                                |                                                |                                                |                                                |                                                |                                                |                                                |

El nuevo proyecto la Federación Panameña de Fútbol (Fepafut) fue el Torneo de Copa en el que participaron equipos de la Liga Panameña de Fútbol (LPF), la Liga Nacional de Ascenso (LNA) y equipos de la Copa Rommel Fernández. En sus dos primeras de ediciones fue llamado Copa Cable Onda Satelital, dicho torneo se disputó hasta 2019. Se espera que entre 2024 y 2025 sea conocida como la Copa Rommel Fernández.

## Selecciones
- Selección Mayor
- Selección Sub-23
- Selección Sub-22
- Selección Sub-21
- Selección Sub-20
- Selección Sub-17
- Selección Sub-15
- Selección Femenina
- Selección Femenina Sub-20
- Selección Femenina Sub-17
- Selección de Futsal
- Selección de Futbol Playa

## Selecionadores actuales
- Selección Mayor Masculina:  Thomas Christiansen
- Selección Mayor Femenina:  María "Toña" Is
- Selección masculina Sub-23:  Jorge Dely Valdés
- Selección masculina Sub-22:  Vacante
- Selección masculina Sub-21:  Jorge Dely Valdés
- Selección masculina Sub-20:  Felipe Baloy
- Selección femenina Sub-20:  Hugo Olmedo
- Selección masculina Sub-17:  Leonardo Pipino
- Selección femenina Sub-17:  Víctor Suárez
- Selección masculina Sub-15:  Mario Méndez
- Selección Mayor de Fútbol Sala:  Apolinar Gálvez
- Selección Mayor Masculina de Fútbol Playa:  Jorge González

## Scouts
- José Anthony Torres
- Jorge Santos
- Felipe Fuentes

## Campeonatos aficionados organizados por FEPAFUT
- Liga de Fútbol Nacional (LFN) (3ª categoría)
- Ligas Provinciales y Distritoriales de Fútbol (4ª categoría)
- Liga Nacional de Futsal (LNF)
- Liga Nacional de Fútbol Playa (LFP)
- Campeonato Nacional de Fútbol Sub-14 y Sub-16
- Campeonato Nacional de Fútbol Femenino Sub-14 y Sub-16
- Torneo de Copa Panamá (Extinta) (Posiblemente conocida en el futuro como Copa Rommel Fernández)

## Patrocinadores
- Agua Cielo
- BAC
- Bern Hoteles & Resorts
- Betcris
- Big Cola
- Cerveza Balboa
- Copa Airlines
- El Joint
- GAC Group
- Gatorade
- Hertz
- Hielo Fiesta
- Instituo Panameño de Deportes
- McDonald's
- Molten
- Power Club
- Reebok
- Supermercado Rey
- Seguros Sura Panama
- The Panama Clinic
- Tigo